# (400174) 2006 WW25
(400174) 2006 WW25 es un asteroide perteneciente al cinturón de asteroides, descubierto el 17 de noviembre de 2006 por el equipo del Mount Lemmon Survey desde el Observatorio del Monte Lemmon, Arizona, Estados Unidos.

## Designación y nombre
Designado provisionalmente como 2006 WW25.

## Características orbitales
2006 WW25 está situado a una distancia media del Sol de 2,661 ua, pudiendo alejarse hasta 3,209 ua y acercarse hasta 2,112 ua. Su excentricidad es 0,206 y la inclinación orbital 10,31 grados. Emplea 1585,69 días en completar una órbita alrededor del Sol.

## Características físicas
La magnitud absoluta de 2006 WW25 es 16,8. Tiene 3 km de diámetro y su albedo se estima en 0,06.